# Kał
Kał (inaczej stolec, ekskrementy, odchody) – odpadowe produkty procesu trawienia.
Kał powstaje w jelicie grubym. Resztki pokarmowe przemieszczane z jelita cienkiego do jelita grubego mają konsystencję stosunkowo płynną. Dopiero w jelicie grubym dochodzi do końcowej fazy resorpcji wody i zagęszczenia kału. W skład kału wchodzą resztki pokarmowe, śluz, bakterie, resztki nabłonka, woda itp. Kał przesuwa się w jelicie wskutek ruchów perystaltycznych. Ostateczne jego formowanie zachodzi w odbytnicy. Wydalany jest podczas defekacji przez odbyt dzięki skurczom ścian odbytnicy.
Kał człowieka i innych ssaków charakteryzuje się dość znaczną gęstością, natomiast w przypadku kręgowców innych niż ssaki (z wyłączeniem stekowców), może być znacznie rozcieńczony. Wiąże się to z faktem, że w końcowej części jelita grubego (kloaka) znajduje się u nich ujście moczowodów. To właśnie z tej przyczyny kał ptaków (guano) charakteryzuje się znaczną płynnością.

## Skład kału
Kał człowieka zawiera (w przybliżeniu):
- niestrawione resztki pokarmu takie jak błonnik oraz obumarłe komórki wyściełające ścianki jelit – 10%
- woda – 75%
- bakterie – 15%, w większości niegroźne dla ludzi bakterie symbiotyczne, lecz w kale rozwijają się też groźne dla zdrowia drobnoustroje, w tym śmiertelnie groźne i bardzo zaraźliwe bakterie cholery i duru brzusznego.

Bilirubina i biliwerdyna, będące produktami rozpadu hemoglobiny, nadają kałowi brązowy kolor.
Bakteryjne produkty rozkładu (głównie gazowe), substancji zawartych w kale, są przyczyną jego przykrego zapachu.
Kał zawiera też znaczne ilości związków azotu i fosforu, dlatego nieoczyszczone ścieki miejskie zawierające kał, trafiając do zbiorników wodnych, nie tylko zatruwają je pod względem bakteriologicznym, lecz także sprzyjają zakwitowi wody, a w efekcie powodują deficyt tlenowy.
Szacuje się, że z powodu spożywania zanieczyszczonej (między innymi kałem) wody pitnej, co roku na świecie umiera od 2 do 5 milionów osób.

## Regularność wypróżnień
Prawidłowe wydalanie stolca ma bardzo ważne znaczenie dla zdrowia. Odbywać się ono powinno 1–2 razy na dobę, a spoistość stolca powinna być prawidłowa: ani za twarda, ani za wodnista. Wydalanie stolca odbywa się najczęściej w godzinach rannych.
U większości ludzi z kręgu „cywilizacji zachodniej” występuje skłonność do zaparcia, co jest już objawem chorobowym, związanym bezpośrednio z mało aktywnym ruchowo stylem życia i niewłaściwym odżywianiem – opartym na spożywaniu nadmiernej ilości wysoko przetworzonych produktów, pozbawionych naturalnego błonnika.
Niekiedy zaparcie występuje w następstwie zmiany warunków otoczenia lub diety, np. w czasie podróży, w pierwszych dniach pobytu w nowym miejscu, w okresie dłuższego leżenia. Wtedy może ono minąć samoistnie lub po zastosowaniu słabych środków przeczyszczających.
Zaparcie może łączyć się z pewnymi chorobami, jak np. choroba wrzodowa, zapalenie lub kamica pęcherzyka żółciowego. W każdym przypadku zatrzymania gazów i stolca, z jednoczesnymi bólami w jamie brzusznej, należy natychmiast skorzystać z pomocy lekarskiej. Taki zespół objawów występować może bowiem w bardzo poważnych chorobach, które wymagają natychmiastowej interwencji. W żadnym razie nie wolno wówczas podawać środków przeczyszczających.

## Badanie laboratoryjne kału
- pasożyty i ich jaja
- niestrawione resztki pokarmowe (białko, tłuszcz)
- drobnoustroje chorobotwórcze (badanie mikroskopowe lub immunologiczne)
- badanie kału w celu wykrycia krwi utajonej

## Odchody zwierząt
- kał krowi
- kał koński
- kał psi
- guano